# 孟菲斯國際機場
孟斐斯國際機場（英語：Memphis International Airport） 是一个位于美國田納西州孟斐斯以南3英里（5公里）的军民两用机场。作为聯邦快遞主要的全球枢纽机场，孟菲斯国际机场要处理极大数量的航空货物运输。联邦快递从孟菲斯出发的直达目的地有美国本土的许多城市，加上阿拉斯加安克雷奇、夏威夷檀香山，以及众多加拿大、墨西哥还有加勒比海城市。而跨洲际方面，直达地包括：科隆、迪拜、巴黎、伦敦、坎皮纳斯、首尔还有东京。
从1993年到2009年，孟菲斯国际机场货物运输量方面是世界最大貨運機場。在2010年，其货运量被香港國際機場超越排在第二，但依然是全美货运量最大的机场。
孟菲斯国际机场曾经是西北航空的枢纽机场。在2008年达美航空和西北航空合并之后，达美航空逐渐减少在该机场的航班，弱化其枢纽的地位。在2014年7月，在孟菲斯国际机场经营的所有航空公司平均每天提供83个旅客航班。其他航空公司，如西南航空、边疆航空和Allegiant航空开始在该机场运营，增加了航空公司之间的竞争。
孟菲斯国际机场在2011年成为全美起飞最昂贵的机场，平均花费是476.22美元。
田纳西州空军国民警卫队基地与孟菲斯国际机场共享部分设施。田纳西州空军国民警卫队的第164空运联队（164th Airlift Wing）驻守在该基地。该联队装备有C-17运输机。